# Aeroporto de Bajura
O Aeroporto de Bajura, (IATA: BJU, ICAO: VNBR) é um aeroporto que serve o Distrito de Bajura no Nepal, um distrito na província Seti.

## Características
O aeroporto está localizado à altitude de 1 311 metros (4 300 pés) do nível do mar e possui uma pista de 520 m (1 710 ft).

## Companhias aéreas e destinos
| Companhia      | Destino   |
| -------------- | --------- |
| Nepal Airlines | Nepalgunj |
| Sita Air       | Nepalgunj |
| Summit Air     | Nepalgunj |
| Tara Air       | Nepalgunj |